# Piotr Viazemski
Le prince Piotr Andreïevitch Viazemski, ou Pierre Wiazemsky, en russe Пётр Андре́евич Вя́земский, né le 23 juillet 1792 à Moscou, mort le 22 novembre 1878 à Baden-Baden, est un poète, traducteur et critique littéraire russe. Haut dignitaire de l'Empire sous Alexandre II et ami de Pouchkine, il publia une traduction sans grand succès du roman Adolphe (1830) de Benjamin Constant.

## Biographie
Issu d'une famille princière ancienne, les Wiazemsky (ou Viazemski) descendants des Rurikides et d'une aristocrate irlandaise, il hérite d'une immense fortune en 1807 à la mort de son père, le prince André Ivanovitch, et occupe une position brillante dans l'aristocratie pétersbourgeoise. Sa sœur Catherine est l'épouse de Karamzine. Viazemski fera partie, grâce à lui, des cercles littéraires moscovites de l'époque. Il combat comme jeune officier contre les armées napoléoniennes. Il critiquera plus tard la description de la bataille de la Moskova que fit Tolstoï dans Guerre et Paix et s'engagera dans une polémique littéraire et historique contre lui. 
Viazemski commence sa carrière à Varsovie de 1819 à 1821, où il entre dans l'administration de la diète polonaise; il y traduit le discours prononcé par l'empereur Alexandre pour l'ouverture de sa première session, célèbre pour son ton libéral. Le prince Wiazemski participe aussi à la rédaction d'un projet de constitution pour la Russie, avec Nikolaï Novossiltsev. Il profite de l'atmosphère alors libérale de la Pologne, avant le durcissement, puis du courant romantique qui traverse la Russie. Il signe une lettre en 1820 demandant l'abolition du servage qui est présentée à l'empereur Alexandre par le comte Vorontsov, mais cette lettre est mal reçue et Viazemski est écarté. Il épouse la princesse Véra Gagarine et il noue des liens d'amitié avec Pouchkine. Il entretient une correspondance avec lui, des lettres en vers sont conservées. Pouchkine est souvent invité chez les Viazemski dans leur château d'Ostafievo, près de Moscou. Il préface d'ailleurs son poème La Fontaine de Bakhtchisaraï, où il distingue la littérature dite classique de la littérature romantique se basant sur des notions d'imitation et d'originalité. 
Cependant le prince se trouve en décalage avec les jeunes générations dans les années 1840. Il appartient à la grande aristocratie férue de littérature et aux cercles poétiques de Pouckine, et après la mort de celui-ci en 1837, Viazemski prend des positions de plus en plus conservatrices. Comme il survécut à tous ses amis, il est abandonné par la critique littéraire et son public bien avant sa mort, alors que son œuvre commençait à porter ses fruits.
L'une de ses filles épousa le comte Valouïev, futur président du conseil des ministres, et Viazemski entra ainsi dans les cercles de la Cour. Il entre au ministère de l'éducation en tant que vice-ministre dans les années 1850 et au comité de censure sous le règne d'Alexandre II. Il démissionne en 1863 pour raison de santé et se rend aux stations thermales d'Europe centrale. Il meurt à Baden-Baden et ses cendres sont rapatriées à Saint-Pétersbourg, où elles reposent au cimetière Tikhvine de la laure Saint-Alexandre-Nevski.

## Famille
Le prince Piotr eut plusieurs enfants dont le prince Pavel Petrovitch. Il épousa la veuve du diplomate I. A Beck, née Maria Arkadievna Stolypine (parente de Lermontov) et fut lui-même diplomate à Constantinople. De retour à Saint-Pétersbourg, il devint sénateur et membre de plusieurs sociétés savantes et littéraires et auteur d'ouvrages littéraires. Sa fille Catherine épousa le comte Sergueï Dmitrievitch Cheremetiev.

## Anecdote
L'ancien hôtel particulier du poète à Moscou est devenu la célèbre Maison des sculpteurs qui permit aux artistes soviétiques de poursuivre leurs travaux à Moscou et fonctionna comme académie artistique, atelier et centre culturel. La décision en 2008 de la mairie de Moscou de la donner au Fonds intergouvernemental de la coopération humanitaire des États de la CEI provoque une certaine polémique.

## Œuvres

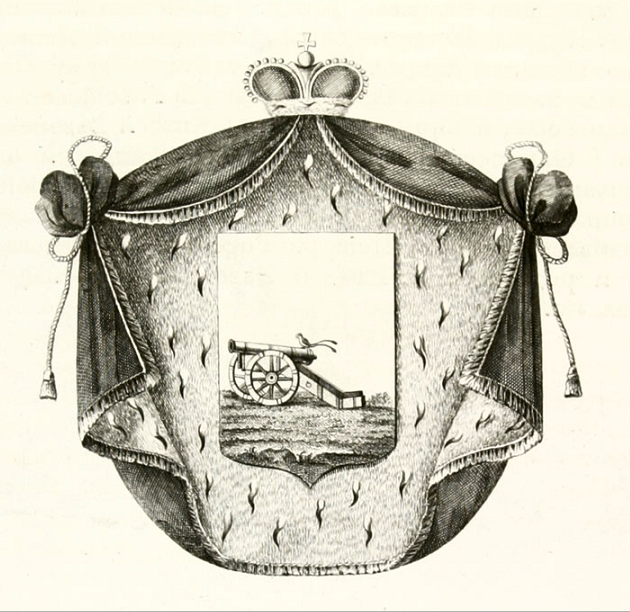
Blason des Wiazemsky

Les œuvres majeures de Piotr Viazemski sont :
- Pétersbourg (Петербург, 1818)
- (Негодование, 1820)
- (Да как бы не так, 1822)
- (Уныние, 1849)
- Lettres d'un vétéran russe de l'année 1812 sur la question d'Orient publiées par P. d'Ostafievo, Lausanne : D. Martignier, 1855 (Письма русского ветерана 1812 года о Восточном вопросе, 1865)
- Vieux carnet (Старая записная книжка)

## Notes et références

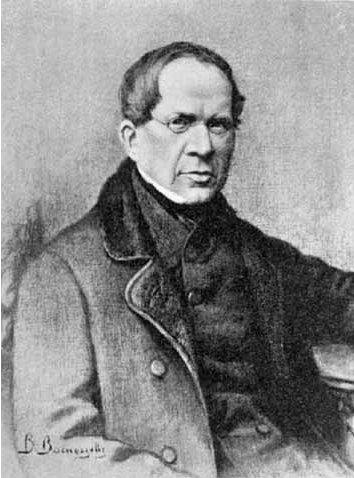
Portrait de Wiazemsky par Vasnetsov